# Inge Švandová-Koutecká
Inge Švandová-Koutecká (13. června 1936 Praha – 6. února 2022 České Budějovice) byla operní režisérkou, kostýmní návrhářkou a profesorkou konzervatoře. S manželem Vlastimilem Kouteckým, akademickým architektem a scénografem, spolupracovala na mnoha jevištních inscenacích v řadě českých divadel. Oba se podíleli se na obnově Slavností pětilisté růže v Českém Krumlově po roce 1989. V 70. letech 20. století získala titul zasloužilá umělkyně a v roce 2004 cenu Jihočeská Thálie za celoživotní dílo.

## Biografie
Inge Švandová-Koutecká se narodila v Praze 13. června 1936. Matka Anna Jindra Švandová byla významnou portrétistkou, otec Hugo Švanda byl architekt a spolupracoval např. s Járou Kohoutem či Oldřichem Novým. Zpívat se učila od patnácti let u profesora Blahoslava Uřídila, u něhož studovali i někteří pěvci Národního divadla. Při studiu na pražské konzervatoři navštěvovala na Akademii múzických umění rovněž přednášky zakladatele české operní režie Ferdinanda Pujmana. Své první angažmá získala v Jihočeském divadle v roce 1960 a zůstala zde jedenáct let. Poznala zde i svého budoucího manžela, kterého si v roce 1966 vzala. Spolu tvořili umělecký pár, kdy Inge režírovala a navrhovala kostýmy a Vlastimil vytvářel divadelní scény.
Na své začátky v Jihočeském divadle vzpomíná takto: „Popravdě řečeno v té době byla ženská jako režisérka kuriozitou. Což o to, ale navíc jsem malé postavy a tenkrát i dost štíhlá, takové skoro nic, zkrátka osůbka k přehlédnutí. Sotva jsem se představila a chystala se vyložit svůj inscenační záměr, stalo se něco nečekaného. Jeden z členů souboru, jmenoval se René Pour, takový velký pořízek, na mne chvíli tak divně shora koukal. Byl možná o půl metru vyšší než já. Pak mne znenadání popadl v pase, zvedl do výšky a posadil na své rameno. Udělal to tak rychle, že jsem neměla čas ani protestovat, nebo se mu vysmeknout. Nezpanikařila jsem, avšak jediné, na co jsem se v tom fofru zmohla, bylo zvolání: ‚Co to se mnou, prosím, děláte?‘ Pousmál se a odpověděl něco v tom smyslu, že to udělal kvůli tomu, aby na mne bylo vůbec vidět. Rozhlédla jsem se vůkol, opřela se rukou panu Pourovi o hlavu, nadechla se a pravila klidným hlasem: ‚Vážený pane! Pamatujte si, že i ta nejmenší ženská přeroste i tomu největšímu mužskýmu přes hlavu. Tak pozor!“
Od roku 1971 působila v operním souboru Divadla J. K. Tyla v Plzni, kde s manželem za 21 let vytvořili řadu divadelních inscenací. V této době rovněž hostovala jiných divadlech – v Praze (v Hudebním divadle v Karlíně i v Národním divadle), v Moravském divadle v Olomouci, ve Slezském divadle v Opavě, v Národním divadle moravskoslezském v Ostravě, v Divadle F. X. Šaldy v Liberci. Absolvovala stáž u režiséra Pokrovského ve Velkém divadle v Moskvě a v Komické opeře v Berlíně u Waltra Felsensteina. Navrhovala kostýmy v inscenacích svého manžela v Polsku a v řadě divadel u nás. Roku 1992 přijala místo šéfky opery v Opavě. Manželé Koutečtí se přestěhovali v roce 1991 do Českého Krumlova. Inge Švandová-Koutecká vyučovala na konzervatoři v Českých Budějovicích obory sólový zpěv a operní herectví a na Střední umělecko-průmyslové škole sv. Anežky České v Českém Krumlově obory jevištní kostýmy a dějiny odívání. Zemřela v Českém Krumlově dne 6. 2. 2022.

## Jevištní a akademická činnost
Inge Švandová-Koutecká režírovala více než 185 operních, operetních i muzikálových inscenací na domácích i zahraničních scénách, k nimž často navrhovala také kostýmy. V době studií inscenovala československou premiéru opery Miroslava Raichla Fuente Ovejuna (1959), režisérským debutem v Jihočeském divadle v Českých Budějovicích bylo úspěšné provedení Lazebníka sevillského od Gioacchina Rossiniho (1960). Z dalších světových děl uveďme např. opery Maškarní ples, Rigoletto, Trubadúr, Verdiho Aida, Gershwinovu Porgy a Bess, z českých např. Hubička, Tajemství, Dalibor, Příhody lišky Bystroušky. Úspěšná byla i Pauerova Zuzana Vojířová, inscenovaná v prostorách krumlovského otáčivého hlediště. S otáčivým hledištěm v Českém Krumlově Inge Švandová-Koutecká spolupracovala od roku 1960 do 1971. Po roce 1991 manželé Koutečtí inscenovali mnoho ročníků Slavností pětilisté růže v Českém Krumlově, Vlastimil Koutecký jako výtvarník, Inge jako režisérka.
Manželé Koutečtí spolupracovali v letech 1971–1992 s operním divadelním souborem v Plzni. Mezi významné režie tohoto období patří československá premiéra gruzínské opery Zacharije Paliašviliho Daisy (1975), Stravinského Život prostopášníka (1982), Mirandolina B. Martinů (1990) aj. V Národním divadle jako první operní režisérka realizovala inscenaci Kovařovicovy opery Psohlavci (1985). Podílela se také na nastudování Janáčkovy Lišky Bystroušky v Jekatěrinburgu (tehdy Sverdlovsku). V Opavě nastudovala méně známou Mozartovou operou Zahradnice z lásky. Díky jejímu působení nebyla opavská opera zrušena. V Opavě pracovala jako režisérka i šéfka opery (1992 až 1995) a ke všem svým operám navrhovala kostýmy.
Inge Švandová-Koutecká se věnovala také pedagogické činnosti – na konzervatoři v Českých Budějovicích (sólový zpěv, operní herectví) a na Uměleckoprůmyslové škole sv. Anežky v Českém Krumlově (jevištní kostýmy a dějiny odívání). Její práce byla mnohokrát oceněna. Kromě několika cen Svazu dramatických umělců a cen Literárního fondu byla jmenována zasloužilou umělkyní za dlouhodobé vynikající výsledky a vysokou uměleckou úroveň v oboru operní režie. V roce 2004 získala Cenu Jihočeské Thálie za celoživotní dílo. V roce 2005 jí českobudějovický primátor udělil stříbrnou Pamětní medaili města České Budějovice. Vlastní také medaili Zacharije Paljašvilliho od ministra kultury Gruzínské republiky za operu Daisi a ze 70. let medaili Bedřicha Smetany za zásluhy o šíření a propagaci skladatelova díla, neboť uvedla na jevišti všechny jeho opery.